# Orobica Calcio Bergamo
L'Orobica Calcio Bergamo, o semplicemente Orobica, è una associazione sportiva dilettantistica di calcio femminile con sede a Bergamo. Milita in Serie B, la seconda serie del campionato italiano.

## Storia
Il club venne fondato a Urgnano nel 2004 come Calcio Femminile Ragazze Urgnano e affiliata alla FIGC. La squadra venne iscritta al campionato gestito dal Comitato Provinciale di Bergamo del Centro Sportivo Italiano (CSI Bergamo) con una formazione di Calcio a 7. Le buone prove offerte dalle atlete convincono la società a compiere un salto qualitativo, istituendo una squadra di calcio a 11 e iscrivendosi per la stagione 2005-2006 al Campionato di Serie D Lombardia, serie regionale gestita dalla Lega Nazionale Dilettanti, divisione dilettantistica della FIGC. Dopo quattro stagioni consecutive in Serie D la squadra vinse il proprio raggruppamento nella stagione 2008-2009 e venne promossa in Serie C. Alla prima stagione in Serie C concluse al secondo posto dietro al Real Meda, venendo successivamente ripescato a completamento organici in Serie B, allora terza serie nazionale, e a campionato già avviato. All'inizio della stagione 2010-2011 il club cambiò denominazione in A.S.D. Orobica C.F. Urgnano Play TV. Concludendo il girone A di Serie B al quarto posto, guadagnò l'ammissione in Serie A2, secondo livello nazionale.
Nell'estate 2011 il club cambiò nuovamente denominazione in A.S.D Anima e Corpo Orobica C.F. Concluse al settimo posto il girone A della Serie A2, migliorandosi col quarto posto finale nella Serie A2 2012-2013. Nella stagione 2013-2014 il secondo livello nazionale venne rinominato Serie B e l'Anima e Corpo Orobica venne inserita nel girone B con compagini lombarde e venete. L'Orobica concluse il campionato al primo posto con due punti di vantaggio sul Real Meda e quattro sul Südtirol, venendo così promossa per la prima volta in Serie A, la massima serie nazionale. La prima stagione in Serie A dell'Anima e Corpo Orobica vide la squadra bergamasca conquistare solamente otto punti su ventisei giornate di campionato, frutto di una sola vittoria e cinque pareggi, portando a una prematura retrocessione con quattro giornate di anticipo. Nella stessa stagione, come da regolamento nazionale, la società gestiva, oltre alla squadra titolare impegnata in Serie A, anche le formazioni Giovanissime, impegnata nei campionati giovanili regionali, e quella Primavera, impegnata nel rispettivo campionato.
Nell'estate 2015 venne creata l'Orobica C.F. Academy, la squadra Pulcini e la squadra Allieve. Nella stagione 2015-2016 l'Anima e Corpo Orobica concluse il campionato di Serie B con un quarto posto nel girone A. Prima dell'inizio del campionato 2016-2017 il club cambiò denominazione, mutandola in A.S.D. Orobica Calcio Bergamo, e sede, spostandosi da Azzano San Paolo a Bergamo, e creò la sesta squadra che iscrisse al campionato esordienti. Concluse il campionato con un tranquillo quinto posto nel girone C della Serie B. A partire dalla stagione 2017-2018 iniziò il graduale trasferimento presso gli impianti sportivi di Bergamo. Anche nella stagione 2017-2018 l'Orobica venne inserita nel girone C della Serie B: il campionato vide un lungo testa a testa con l'Inter Milano, che si concluse in favore dell'Orobica, vincitrice del girone con tre punti di vantaggio sulle milanesi. L'Orobica venne così ammessa agli spareggi promozione, dove affrontò in gara secca e in campo neutro il Pro San Bonifacio, vincitore del girone B: la partita si concluse sull'1-1 dopo i tempi supplementari e ai tiri di rigore prevalse l'Orobica, che venne così promossa in Serie A.
La stagione 2018-2019 ha visto l'Orobica disputare il suo secondo campionato di Serie A, senza però riuscire a emergere dalle ultime posizioni. In tutta la stagione l'Orobica ha conquistando cinque soli punti, frutto di una vittoria a inizio campionato contro il Verona e di due pareggi, perdendo poi tutte le partite dalla seconda giornata di ritorno e retrocedendo in Serie B con tre giornate di anticipo. A seguito della rinuncia all'iscrizione in Serie A per la stagione 2019-2020 sia del ChievoVerona Valpo sia del Mozzanica, l'Orobica Bergamo è stata successivamente ripescata in Serie A assieme alla Pink Sport Time dalla FIGC. La stagione si concluse anticipatamente con la sospensione ordinata dalla FIGC a causa delle restrizioni imposte dalla pandemia di COVID-19; l'Orobica era al dodicesimo e ultimo posto al momento della sospensione, venendo così retrocessa in Serie B. Nella stagione successiva l'Orobica giocò in Serie B e concluse all'undicesimo posto, retrocedendo in Serie C per un solo punto di differenza rispetto alla Roma CF. Nelle due stagioni seguenti ha giocato nel girone A della Serie C.

## Allenatori
Di seguito l'elenco di allenatori dell'Orobica dall'anno di fondazione in poi.
- 2008-2009  Alfredo Zatti &  Bruna Secchi
- 2009-2010  Virgilio Gamba
- 2010-2011  Luigi Maggioni
- 2011-2012  Moreno Zaramella (precampionato)
 Liliana Luisa Paggi (1ª-26ª)
- 2012-2013  Eligio Nicolini
- 2013-  Marianna Marini

## Palmarès

### Competizioni nazionali
- Campionato italiano di Serie B: 2

2013-2014, 2017-2018